# Glütsch

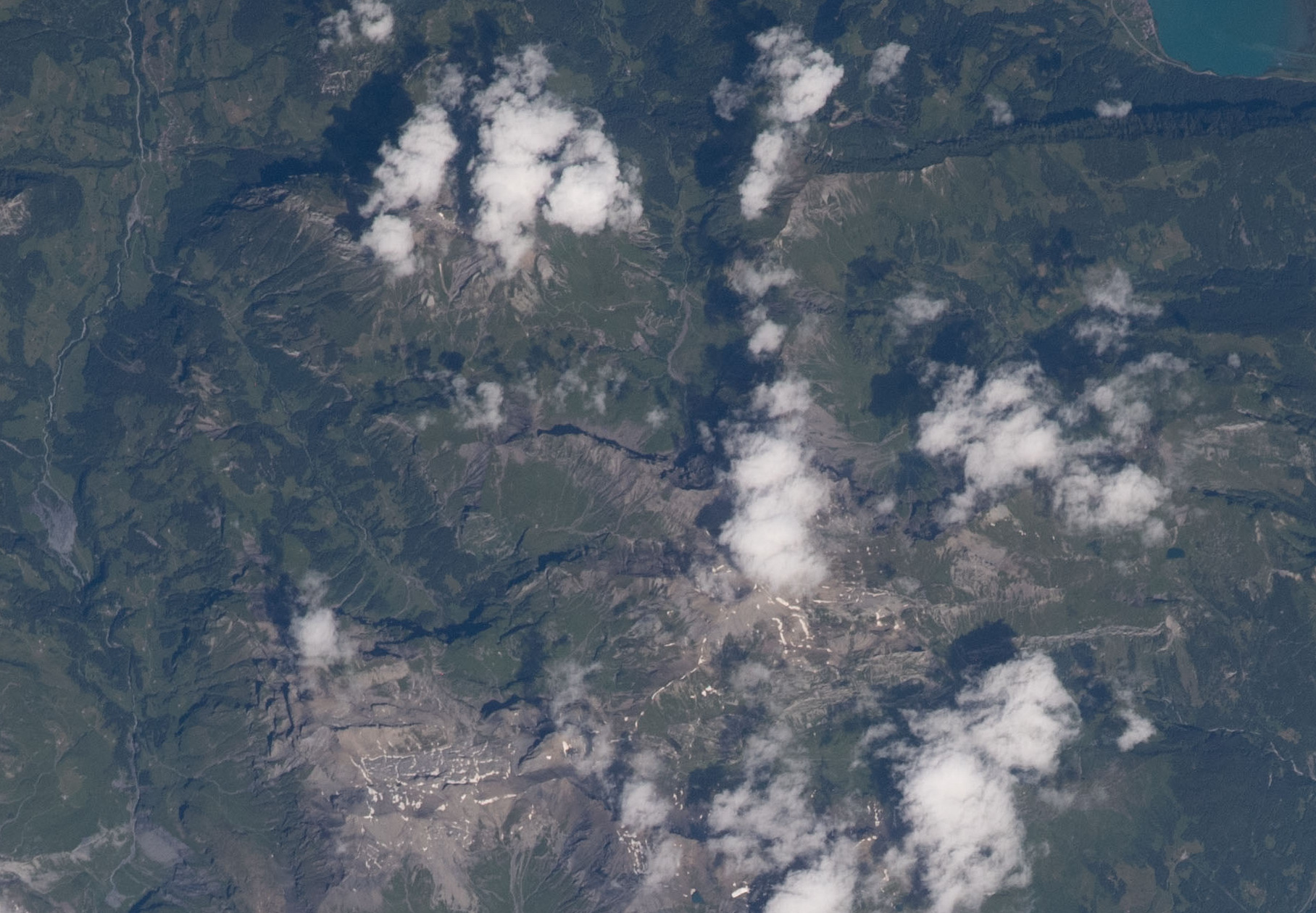
Glütsch unterhalb des Schwalmerngrats etwa in Bildmitte

Glütsch (im einheimischen Dialekt: [(ɑ) g̊lʏtʃ]) ist der Name eines Tälchens auf der Südseite des Schwalmerngrats im bernerischen Frutigland. Es erstreckt sich vom mit Wald umgebenen Glütschnessli, flankiert vom Glütschstocke, über die Unter und Ober Glütschalp bis Glütsch Urschel, oberhalb dessen es durch das Hoganthorn (2777 m) und das Drettenhorn (2794 m) nach Osten abgeschlossen wird; im Norden wird es vom Glütschhörnli, im Nordwesten vom Britterehöreli begrenzt. Das Tal wird vom Glütschbach durchflossen, der sich im Spiggengrund mit dem Färrichbach zum Spiggenbach vereinigt.
Der Name Glütsch ist 1438 erstmals belegt («an Glủtsch»). Zur Erklärung für seine Herkunft wird mhd. klutzen/klützen ‚gluck(s)en‘ oder eine hypothetische Form rom. *glutšja/*klutšja ‚die Glucksende‘ angeführt; in beiden Fällen würde sich der Name ursprünglich auf den Bach beziehen und wäre dann auf die Umgebung übertragen worden.